# Diocesi di Viviers

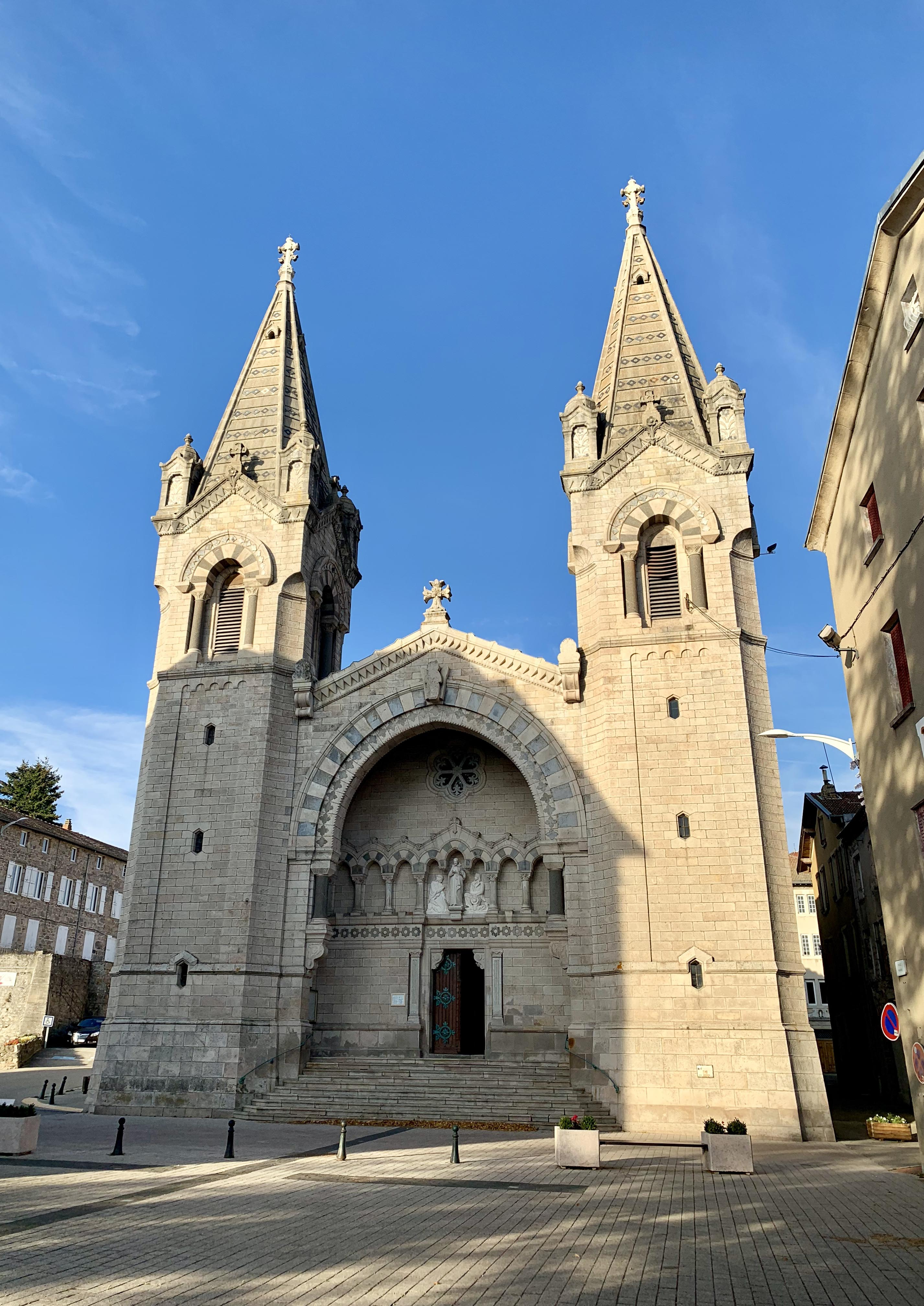
La basilica minore di San Francesco Régis a Lalouvesc.

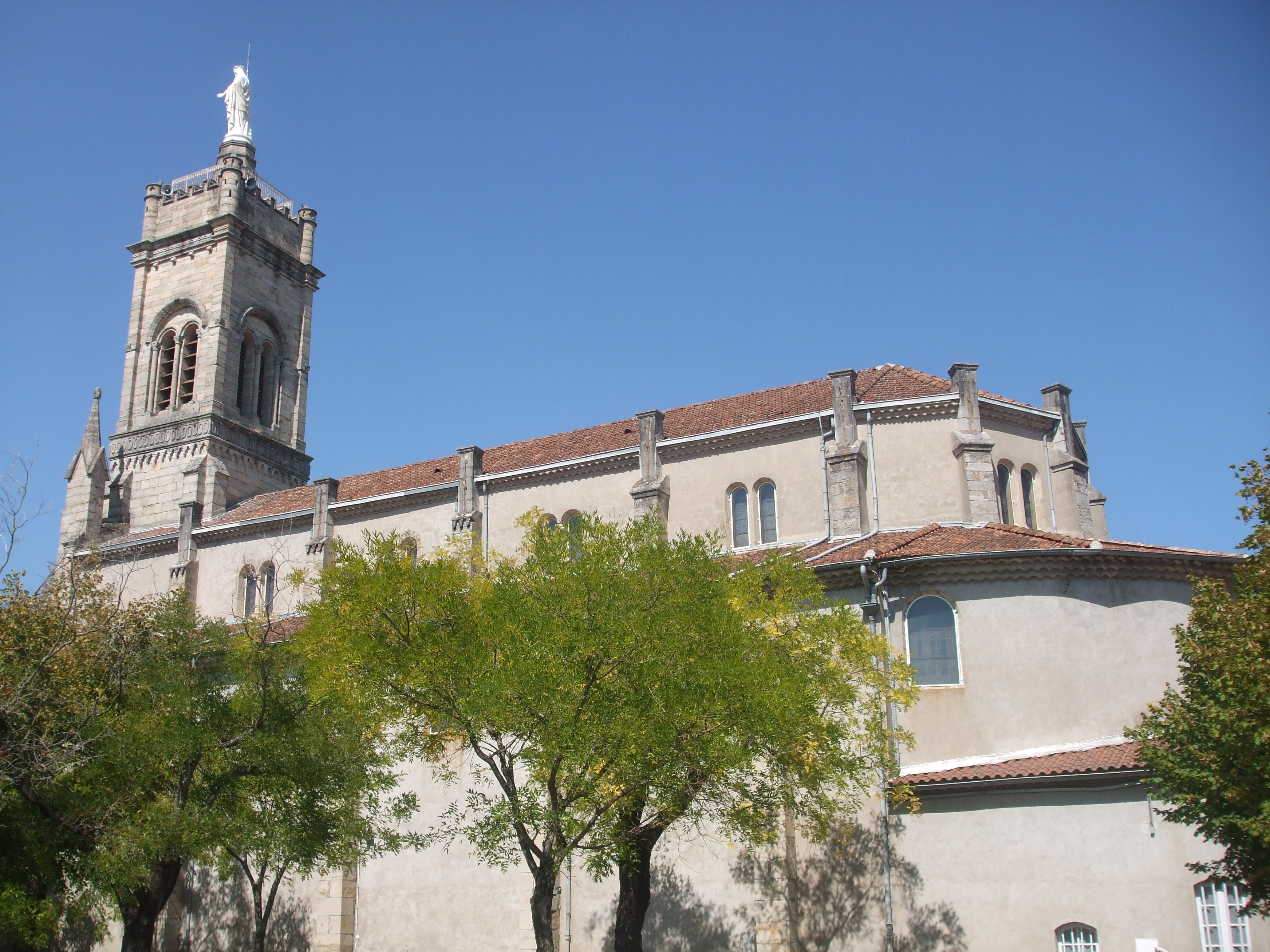
La basilica minore di Nostra Signora del Buon Soccorso a Lablachère.

La diocesi di Viviers (in latino Dioecesis Vivariensis) è una sede della Chiesa cattolica in Francia suffraganea dell'arcidiocesi di Lione. Nel 2022 contava 284.000 battezzati su 326.606 abitanti. È retta dall'arcivescovo (titolo personale) Hervé Giraud.

## Territorio
La diocesi corrisponde al dipartimento francese dell'Ardèche.
Sede vescovile è la città di Viviers, dove si trova la cattedrale di San Vincenzo. A Lablachère si trova la basilica minore di Nostra Signora del Buon Soccorso, mentre a Lalouvesc si trova un'altra basilica, quella di San Francesco Régis.
Il territorio si estende su 5.556 km² ed è suddiviso in 3 zone pastorali (Aubenas et Bas-Vivarais; Boutières et Haut-Vivarais, e Vallée du Rhône), per un totale di 23 parrocchie.

## Storia
Secondo la tradizione, il territorio dell'attuale dipartimento dell'Ardèche fu evangelizzato da un gruppo di missionari, inviati in Gallia da Policarpo di Smirne, tra i quali si distinse il suddiacono sant'Andeolo, ricordato nel Martirologio Romano alla data del 1º maggio; i missionari subirono il martirio all'epoca dell'imperatore Settimio Severo (fine II - inizio III secolo).
La diocesi fu eretta nel IV secolo. Prima sede episcopale fu la città di Alba Helviorum, corrispondente all'odierna Alba-la-Romaine. Le fonti ricordano come primo vescovo Januarius. Quando i barbari misero a ferro e a fuoco Alba, i vescovi trasferirono la loro sede nella città di Viviers, presumibilmente nella seconda metà del V secolo. Il primo vescovo documentato con certezza è san Venanzio, che prese parte al concilio di Epaon nel 517.
Originariamente la diocesi era suffraganea dell'arcidiocesi di Arles, come stabilito da una decretale di papa Zosimo (417-418), confermata da Leone Magno nel 450. La situazione rimase invariata fino alla decisione di papa Callisto II nella prima metà dell'XII secolo, che assegnò la sede di Viviers alla provincia ecclesiastica dell'arcidiocesi di Vienne.
In seguito al concordato con la bolla Qui Christi Domini di papa Pio VII del 29 novembre 1801 la diocesi fu soppressa ed il suo territorio accorpato a quello della diocesi di Mende.
Nel giugno 1817 fra Santa Sede e governo francese fu stipulato un nuovo concordato, cui fece seguito il 27 luglio la bolla Commissa divinitus, con la quale il papa restaurava la sede di Viviers. Tuttavia, poiché il concordato non entrò in vigore in quanto non ratificato dal Parlamento di Parigi, questa decisione non ebbe alcun effetto.
Il 6 ottobre 1822 la diocesi fu definitivamente ristabilita con la bolla Paternae charitatis dello stesso papa Pio VII e da allora comprende quasi tutto il territorio dell'antica diocesi di Viviers così come porzioni delle diocesi di Valence, di Vienne, di Le-Puy e di Uzès e divenne suffraganea dell'arcidiocesi di Avignone.
Nel 1901 nella cappella del seminario di Viviers venne ordinato sacerdote Charles de Foucauld, beatificato da papa Benedetto XVI nel 2005.
L'8 dicembre 2002 la diocesi è tornata a far parte della provincia ecclesiastica dell'arcidiocesi di Lione.
Nel 2003 l'organizzazione territoriale è stata completamente rivista ed il numero delle parrocchie, che nel 2000 ammontava a 368, è stato ridotto a 24.

## Cronotassi dei vescovi
Si omettono i periodi di sede vacante non superiori ai 2 anni o non storicamente accertati.
Il più antico catalogo dei vescovi di Viviers è contenuto in un documento della metà del X secolo, attribuito al vescovo Tommaso II e chiamato con il nome di Charta vetus. Il documento è ritenuto attendibile benché dei 18 vescovi ivi contenuti pochi sono quelli attestati da documenti esterni alla Charta.

### Vescovi di Alba Helviorum
- Sant'Ianuario †
- San Settimio †
- San Maspiciano †
- San Melanio I † (menzionato nel 396 ?)[4]
- Sant'Ausonio †

### Vescovi di Viviers
- Promoto †[5]
- Eulalio ? †[6]
- Luciano † (menzionato nel 487 ?)
- San Valerio o Valeriano †
- San Venanzio † (prima del 517 - dopo il 535)
- Rustico †
- Melanio II † (menzionato nel 549)
- San Firmino †[7]
- Sant'Eucherio †
- Sant'Aulo o Avolo †
- Sant'Eumachio †
- San Longino †
- Giovanni I †
- Ardulfo †[8]
- Sant'Arconzio †
- Eribaldo †[9]
- Tommaso I † (menzionato nell'815)
- Teugrino † (menzionato nell'833)
- Celso † (menzionato nell'849)
- Bernoino † (circa 850/852 - dicembre circa 873/874 deceduto)
- Eterio † (875 - dopo l'879)
- Rostagno I † (menzionato nell'892)
- Riccardo †
- Tommaso II † (menzionato nel 950)
- Rostagno II † (menzionato nel 965 circa)
- Armanno I † (menzionato nel 972 circa)
- Pietro † (prima del 993 - dopo il 998)
- Armanno II † (prima del 1015 - dopo il 1032)
- Gérard † (prima del 1037 - dopo il 1070)
- Jean II † (menzionato nel 1078)
- Leodegar † (circa 1096 - dopo febbraio 1119)
- Atton † (prima di ottobre 1119 - dopo il 1120)
- Pierre I, O.S.B. † (circa 1125 - 1131 nominato arcivescovo di Lione)
- Josserand de Montaigu † (1133 - 1146)
- Guillaume I † (1146 - dopo il 1154)
- Raymond d'Uzès † (prima del 1157 - 1170)
- Robert de La Tour du Pin † (prima di novembre 1171 - prima del 1173 nominato arcivescovo di Vienne)
- Nicolas † (prima del 1177 - gennaio 1205 dimesso)
- Burnon † (prima di gennaio 1207 - 1220)
- Guillaume II † (menzionato nel 1220)
- Bermond d'Anduze † (1222 - dopo febbraio 1242)
- Arnaud de Vogüé † (circa 1244 - dopo il 5 maggio 1252)
- Aimon de Genève † (1º febbraio 1255 - 1º marzo 1263 deceduto)
- Hugues de La Tour du Pin † (1263 - dopo il 1290 deceduto)
- Guillaume de Falguières, O.F.M. † (9 luglio 1296 - ?)
- Aldebert de Peyre † (1298 - 5 luglio 1306 deceduto)
- Louis de Poitiers † (27 agosto 1306 - 13 febbraio 1320[10] nominato vescovo di Langres)
- Guillaume de Flavacourt † (9 luglio 1319 - 16 luglio 1322 nominato vescovo di Carcassonne)
- Pierre de Mortemart (Gauvain) † (16 luglio 1322 - 7 ottobre 1325 nominato vescovo di Auxerre)
- Pierre de Moussy † (7 ottobre 1325 - 16 agosto 1326 nominato vescovo di Bayeux)
- Aymar de La Voulte † (16 agosto 1326 - 22 aprile 1331 nominato vescovo di Valence e Die)
- Henri de Thoire-Villars † (24 aprile 1331 - 24 gennaio 1337 nominato vescovo di Valence e Die)
- Aymar de La Voulte † (24 gennaio 1337 - 1365 deceduto) (per la seconda volta)
- Bertrand de Châteauneuf † (5 settembre 1365 - 1373 ? deceduto)
- Pierre de Sortenac † (13 ottobre 1374 - 1375 dimesso)
- Bernard d'Aigrefeuille, O.Clun. † (4 gennaio 1376 - 1382 ? deceduto)
- Jean Allarmet de Brogny † (11 agosto 1382 - 12 luglio 1385 dimesso)
- Olivier de Poitiers † (16 agosto 1385 - 29 gennaio 1387 nominato vescovo di Chalon)
- Guillaume de Poitiers † (23 dicembre 1388 - 28 settembre 1406 deceduto)
- Jean de Linières † (19 ottobre 1406 - 1º settembre 1442 deceduto)
- Guillaume-Olivier de Poitiers † (27 settembre 1442 - 16 agosto 1454 deceduto)
- Hélie de Pompadour † (29 novembre 1454 - 1477 deceduto)
- Giuliano della Rovere, O.F.M. † (3 dicembre 1477 - 3 luglio 1478 nominato vescovo di Mende, poi eletto papa con il nome di Giulio II)
- Jean de Montchenu † (3 luglio 1478 - 1497 deceduto)
  - Jean de la Grolaie † (14 febbraio 1498 - 6 agosto 1499 deceduto) (in commenda)
- Claude de Tournon † (20 settembre 1499 - 1523 dimesso)
- Charles de Tournon † (12 giugno 1523 - 1550 ? deceduto)
- Simon de Maillé de Brézé † (1º settembre 1550 - 25 giugno 1554 nominato arcivescovo di Tours)
  - Alessandro Farnese † (25 giugno 1554 - 1554 dimesso) (amministratore apostolico)
- Giacomo Maria Sala † (12 novembre 1554 - 1563 dimesso)
- Eucherio Sanvitale † (6 settembre 1564 - 5 gennaio 1571 deceduto)
- Pierre d'Urre † (27 agosto 1571 - 1572 deceduto)
  - Sede vacante (1572-1575)
- Jean de L'Hôtel † (2 settembre 1575 - 6 aprile 1621 deceduto)
- Louis-François de La Baume de Suze † (6 aprile 1621 succeduto - 5 settembre 1690 deceduto)
- Charles-Antoine de la Garde de Chambonas † (5 maggio 1692 - 21 febbraio 1713 deceduto)
- Martin de Ratabon † (18 settembre 1713 - 17 aprile 1723 dimesso)
  - Étienne Joseph de La Fare † (1723 - 12 giugno 1724 nominato vescovo di Laon) (vescovo eletto)
- François-Renaud de Villeneuve † (12 giugno 1724 - 12 luglio 1748 dimesso[11])
- Joseph-Robin Morel de Mons † (16 settembre 1748 - 29 maggio 1778 dimesso)
- Charles de La Font de Savine † (1º giugno 1778 - 5 gennaio 1815 deceduto)[12]
  - Sede soppressa (1801-1822)
- André Molin † (16 maggio 1823 - 25 luglio 1825 deceduto)
- Abbon-Pierre-François Bonnel de la Brageresse † (19 dicembre 1825 - 26 giugno 1841 dimesso)
- Joseph Hippolyte Guibert, O.M.I. † (24 gennaio 1842 - 19 marzo 1857 nominato arcivescovo di Tours)
- Louis Delcusy † (19 marzo 1857 - 17 maggio 1876 deceduto)
- Joseph-Michel-Frédéric Bonnet † (26 giugno 1876 - 21 maggio 1923 deceduto)
- Etienne-Joseph Hurault † (20 dicembre 1923 - 23 dicembre 1930 nominato vescovo di Nancy)
- Pierre-Marie Durieux † (5 ottobre 1931 - 1º febbraio 1937 nominato arcivescovo di Chambéry)
- Alfred Couderc † (26 aprile 1937 - 14 dicembre 1965 dimesso[13])
- Jean Hermil † (14 dicembre 1965 - 15 ottobre 1992 ritirato)
- Jean Marie Louis Bonfils, S.M.A. (28 novembre 1992 - 28 agosto 1998 nominato vescovo di Nizza)
- François Marie Joseph Pascal Louis Blondel (15 novembre 1999 - 22 maggio 2015 ritirato)
- Jean-Louis Balsa (22 maggio 2015 - 18 agosto 2023 nominato arcivescovo di Albi)
- Hervé Giraud, dal 13 marzo 2024

## Statistiche
La diocesi nel 2022 su una popolazione di 326.606 persone contava 284.000 battezzati, corrispondenti all'87,0% del totale.
| anno | popolazione | popolazione | popolazione | presbiteri | presbiteri | presbiteri | presbiteri                | diaconi | religiosi | religiosi | parrocchie |
| anno | battezzati  | totale      | %           | numero     | secolari   | regolari   | battezzati per presbitero | diaconi | uomini    | donne     | parrocchie |
| ---- | ----------- | ----------- | ----------- | ---------- | ---------- | ---------- | ------------------------- | ------- | --------- | --------- | ---------- |
| 1950 | 220.000     | 248.000     | 88,7        | 497        | 467        | 30         | 442                       |         | 86        | 1.600     | 372        |
| 1969 | 220.000     | 257.927     | 85,3        | 411        | 378        | 33         | 535                       |         | 33        | 1.950     | 202        |
| 1980 | 230.000     | 259.000     | 88,8        | 296        | 296        |            | 777                       |         | 33        | 1.163     | 372        |
| 1990 | 245.000     | 280.000     | 87,5        | 307        | 239        | 68         | 798                       | 3       | 104       | 820       | 376        |
| 1999 | 257.000     | 285.700     | 90,0        | 220        | 175        | 45         | 1.168                     | 7       | 94        | 797       | 368        |
| 2000 | 259.000     | 288.000     | 89,9        | 215        | 172        | 43         | 1.204                     | 7       | 88        | 760       | 368        |
| 2001 | 261.000     | 290.000     | 90,0        | 207        | 163        | 44         | 1.260                     | 7       | 90        | 757       | 368        |
| 2002 | 257.423     | 286.023     | 90,0        | 199        | 152        | 47         | 1.293                     | 7       | 94        | 753       | 368        |
| 2003 | 250.000     | 286.000     | 87,4        | 190        | 145        | 45         | 1.315                     | 7       | 90        | 708       | 48         |
| 2004 | 250.000     | 286.000     | 87,4        | 177        | 135        | 42         | 1.412                     | 7       | 89        | 683       | 48         |
| 2005 | 251.000     | 287.100     | 87,4        | 173        | 133        | 40         | 1.450                     | 7       | 91        | 672       | 24         |
| 2010 | 281.220     | 316.221     | 88,9        | 139        | 103        | 36         | 2.023                     | 15      | 65        | 569       | 24         |
| 2014 | 285.000     | 327.072     | 87,1        | 142        | 98         | 44         | 2.007                     | 15      | 85        | 506       | 24         |
| 2017 | 285.154     | 327.000     | 87,2        | 112        | 99         | 13         | 2.546                     | 18      | 51        | 367       | 24         |
| 2020 | 281.185     | 323.200     | 87,0        | 109        | 81         | 28         | 2.579                     | 19      | 59        | 335       | 24         |
| 2022 | 284.000     | 326.606     | 87,0        | 105        | 79         | 26         | 2.704                     | 20      | 59        | 279       | 23         |